# Ilburnia ignobilis
Ilburnia ignobilis är en insektsart som först beskrevs av White 1878.  Ilburnia ignobilis ingår i släktet Ilburnia och familjen sporrstritar. Inga underarter finns listade i Catalogue of Life.